# 广东外语外贸大学
廣東外語外貿大學（英語：Guangdong University of Foreign Studies），簡稱廣外，是1995年6月由原廣州外國語學院和原廣州對外貿易學院合併組建的廣東省涉外型重點大學，是現時13所廣東省高水平大學之一。

## 學校簡介
廣州外國語學院成立於1965年，是原國家教委（現教育部）直接管理的3所外語院校之一。廣州對外貿易學院成立於1980年，是原國家外經貿部（現商務部）直接管理的4所外貿院校之一。
1995年6月，广州外国语学院和广州对外贸易学院合并组建广东外语外贸大学。
2008年10月，广东财经职业学院划入广东外语外贸大学。
学校繼承了原廣州外國語學院的外語特色，目前教授27種外語。
2023年，原独立学院广东外语外贸大学南国商学院申报转设为广州第二外国语学院。

## 校区
學校現有4个校区，总面积2442亩。
- 白云山校区：位于广州市白云区黄石街道白云大道北2号，佔地面積939畝。
- 大学城校区：位於广州市番禺区小谷围街道大学城外环东路178号，佔地面積1095畝。
- 大朗校區：位于廣州市白云区白云湖街道大朗社区广花一路599号，佔地面積258畝。
- 知识城校区：位于广州市黄埔区中新广州知识城，规划占地约150亩。

## 校歌
鳳鳴嶺南

作詞：陳飛 

作曲：溫恆泰、李志剛
白雲山青 碧溪水藍　

攜侶中外 鳳鳴嶺南

山育佳木 水滋美蘭　

明德尚行 鳳舞嶺南

德馨有容 行實致遠　

學貫中西 鳳起嶺南

## 教研機構

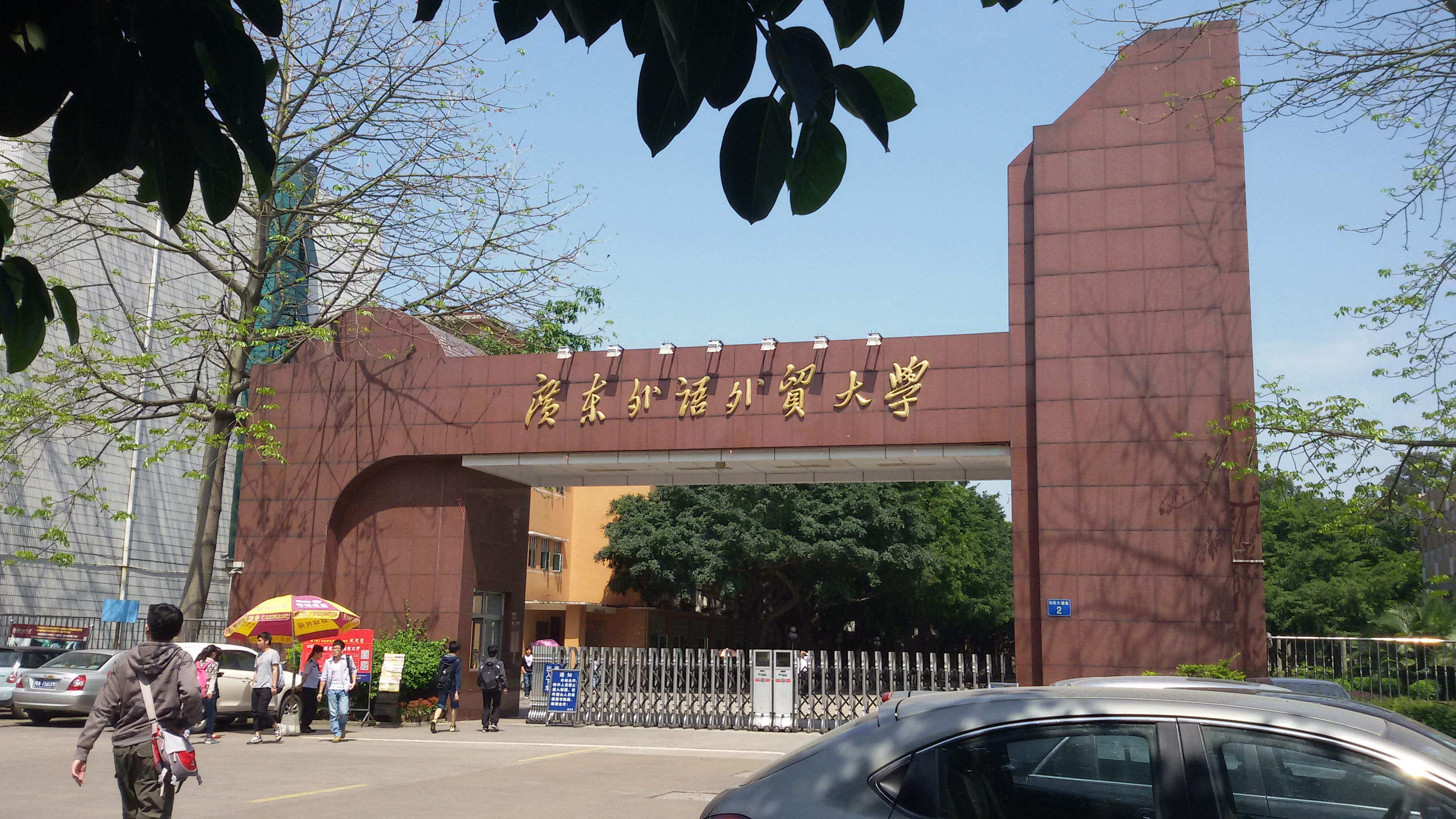
廣東外語外貿大學北校區原校門
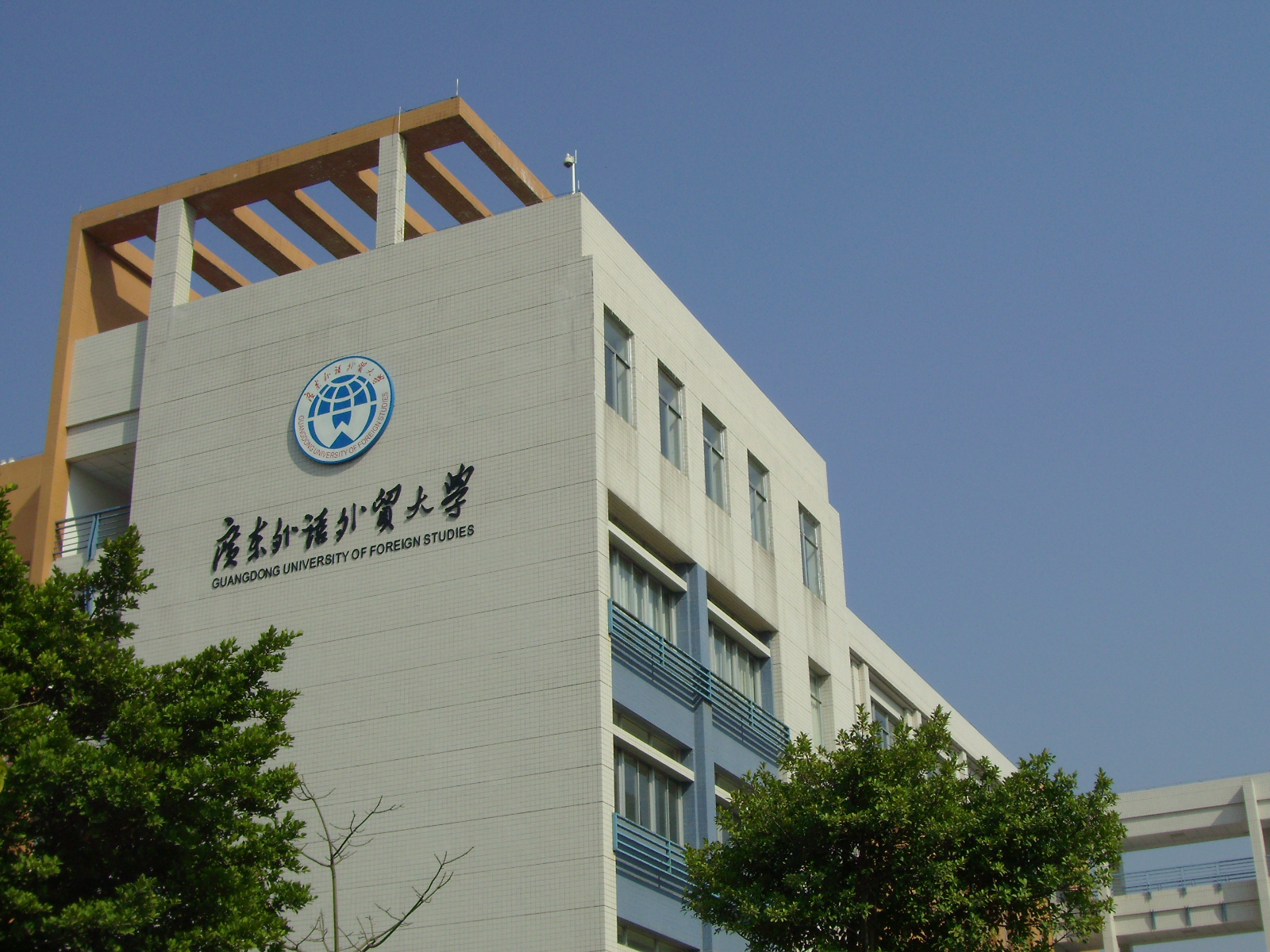
廣東外語外貿大學南校區的一棟教學樓
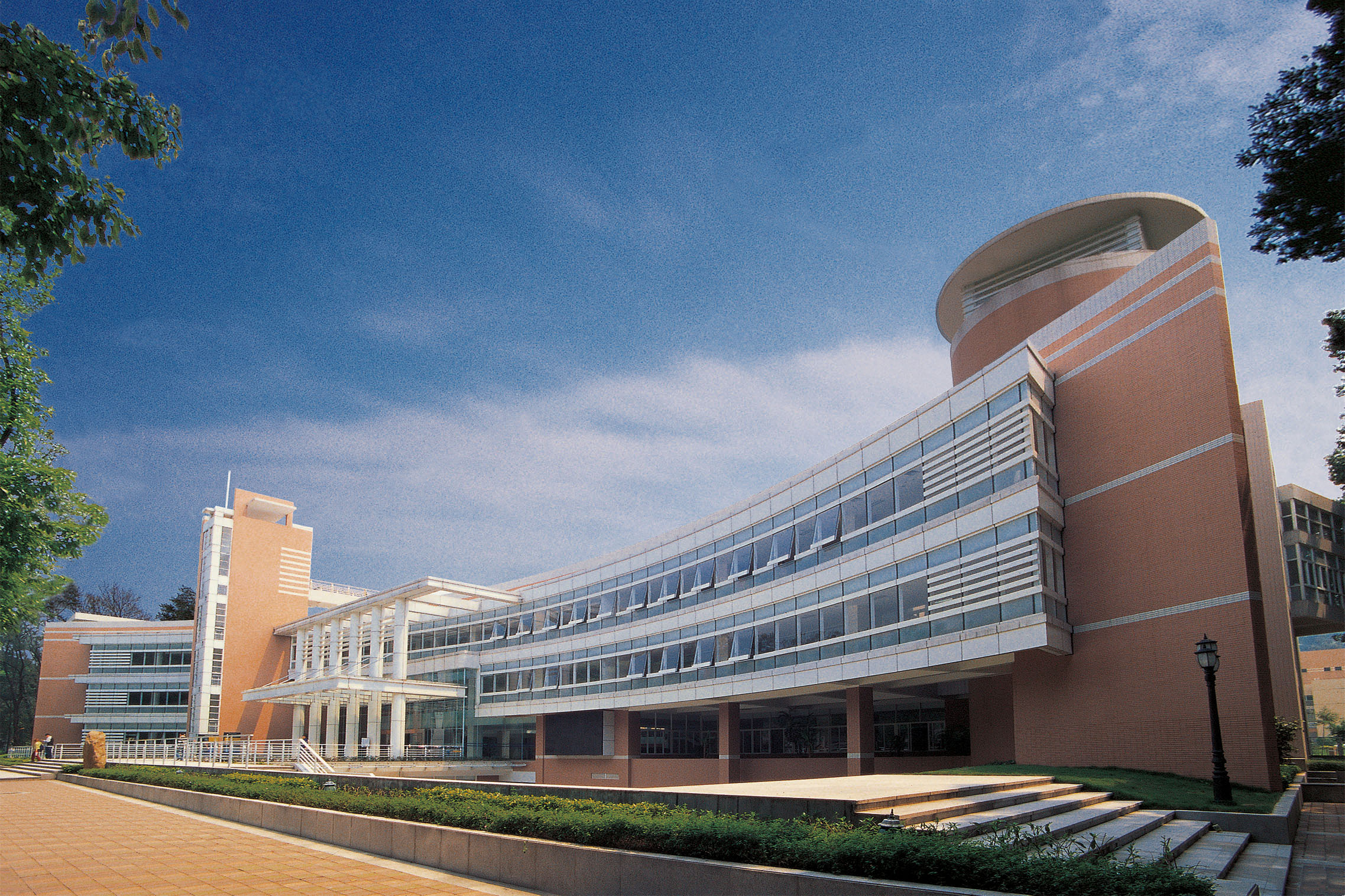
广东外语外贸大学图书馆

### 院系設置
| 白雲山校區 - 英語語言文化學院 - 英美文學系 - 英美文化系 - 翻譯系 - 語言學與信息英語系 - 國際會展與旅遊系 - 國際商務英語學院 - 商務英語系 - 國際經貿英語系 - 法律英語與國際經濟法系 - 國際商務管理系 - 國際商務系 - 高級翻譯學院 - 口譯系 - 筆譯系 - 西方語言文化學院 - 法語系 - 德語系 - 西班牙語系 - 俄語系 - 意大利系 - 葡萄牙語系 - 波蘭語系 - 希臘語系 - 塞爾維亞-克羅地亞語系 - 捷克-斯洛伐克語系 - 東方語言文化學院 - 越南語系 - 泰語系 - 印尼語系 - 老撾語系 - 柬埔寨語系 - 緬甸語系 - 馬來語系 - 亚非语言文化学院 - 朝鮮語系 - 阿拉伯语系 - 印地语系 - 孟加拉语系 - 乌尔都语系 - 波斯语系 - 土耳其语系 - 孟加拉語系 - 希伯來語系 - 日本語言文化學院 - 日本語言文學系 - 日語社會文化系 - 翻譯系 - 亞洲校園教育中心 - 中國語言文化學院 - 對外漢語系 - 漢語言文學系 - 中國文化系 | 大學城校區 - 經濟貿易學院 - 國際貿易系 - 金融學系 - 經濟學系 - 風險管理與保險學系 - 商學院 - 工商管理系 - 市場營銷系 - 人力資源管理系 - 物流管理系 - 電子商務系 - 法學院 - 法律系 - 國際經濟法系 - 知識產權法系 - 外交學系 - 國際政治系 - 社会與公共管理學院 - 行政管理系 - 公共事業管理系 - 應用心理學系 - 社會工作系 - 新聞傳播學院 - 新聞學系 - 廣告學系 - 播音與主持藝術系 - 英語教育學院 - 英語教育系 - 綜合英語系 - 藝術學院 - 音樂表演系 - 藝術設計系 - 音樂學系 - 舞蹈學系 - 藝術管理系 - 思科信息學院 - 計算機科學與技術系 - 軟件工程系 - 網絡工程系 - 統計學系 - 數學與應用數學系 - 信息管理與信息系統系 - 財經學院 - 財務管理系 - 會計學系 - 稅務系 | 二級獨立學院 - 繼續教育（公開）學院 - 英語系 - 英語教育系 - 商務英語系 - 日語系 - 國際貿易系 - 物流管理系 - 商務管理系 - 人力資源管理系 - 涉外秘書系 - 國際學院 - 英語語言與文化系 - 大眾傳媒與文化系 - 國際商務英語系 - 國際經濟與貿易系 - 金融學系 - 會計與金融系 - 電子商務系 - 保險系 - 物流管理系 - 工商行政管理系 - 市場營銷系 - 財務管理系 - 人力資源管理系 - 信息管理系 - 南國商學院 - 西方語言文化系 - 東方語言文化系 - 國際經濟貿易系 - 國際工商管理系 - 信息科學技術系 - 中國語言文學系 |

### 研究機構
- 外國語言學及應用語言學研究中心
- 詞典學研究中心
- 外國文學文化研究中心
- 國際經濟與貿易研究中心
- 加拿大研究中心
- 歐洲研究中心
- WTO與廣東經貿研究中心
- 翻譯學研究中心
- 中華文化傳承與推廣研究中心
- 商務翻譯研究中心
- 商務語言與文化研究中心
- 商務英語研究中心
- 國際商務研究中心
- 中小企業研究中心
- 女性市場研究中心
- 企業與市場研究中心
- 消費者行為研究中心
- 財務管理研究中心
- 國際會計研究中心
- 人力資源開發與管理研究中心
- 國際物流與運輸研究中心
- 日本研究中心
- 東南亞研究中心
- 中外文化傳承與比較研究中心
- 中文信息數據庫研究中心
- 大學英語研究中心
- 專業英語研究中心
- 教師發展研究中心
- 比較教育研究中心
- 教育語言學研究中心
- 馬克思主義理論與思想政治教育研究中心
- 全國翻譯研究資料中心
- 法律語言研究所
- 高等教育研究所
- 國際問題研究所
- 國際安全與戰略研究中心
- 道德教育與心理教育研究所
- 公共關係與公共危機研究所
- WTO研究所
- 城市與區域經濟研究所
- 粵港澳台研究所
- 歐盟經濟研究所
- 經濟史研究所
- 國際問題研究所
- WTO法研究所
- 教育法制研究所
- 非政府組織問題研究所
- 傳媒經濟研究所
- 營銷傳播研究所
- 歐盟法律與外交研究室
- 歐盟企業管理研究室

### 實驗室
- 計算機組成原理與微機原理實驗室
- 電路與電子實驗室
- 數據庫應用實驗室
- 軟件工程實驗室
- 網絡工程實驗室
- 物理實驗室
- 高級譯員研修部

### 其他教研機構
- 大學英語學習支持中心
- 政治理論教學部
- 公共體育教學部
- 出國人員培訓部

## 负面新闻与争议

#### 对出柜后的同性恋教师进行处分
2015年8月，中华人民共和国广东省中山大学学生秋白因大量教材上病理化、污名化同性恋的描述将教育部告上法庭。立案后，她遭到中大校方的严重阻挠——辅导员把她的性倾向告知了她的家人，她被家人带去医院检查。秋白的遭遇引发同志社群的愤怒，但却鲜有体制内的教师公开表达对她的支持。时任广东外语外贸大学教师的崔乐以同志教师的身份出柜，在媒体撰文声援秋白。
不久，学校各个部门开始对其进行调查，教务处的工作人员开始来到崔乐的教室旁听，并向他的学生询问其上课内容。崔乐随后向校领导询问自己具体违法了那些规定，得到的回应是：“打个比方，人家都说你犯罪了，你还要什么法律呀！”负责教学和安全保卫的两位副校长找他谈话：“同性恋这种大部分人不接受、高度敏感的话题是绝对不能进课堂的，这个态度校方是非常坚决的”；“本科生接受能力有限，不能把有争议的东西‘灌输’给学生”。副校长批评说：“你是广外老师，不能在公共场合说这些东西”；“广外能有今天的名誉不容易，全校老师要维护广外荣誉，你上课讲同性恋，别人会觉得广外乱七八糟的”；“一缸好酒，只要掉进一颗老鼠屎去，马上就不是好酒了”。
崔乐被要求写下保证书，承诺不再在课堂上谈论同性恋议题，不再与NGO有往来和合作，不再以广外教师的身份在网络和媒体发表与性别相关的评论。之后，学校以崔乐在2015年10、11月在《社会语言学》《汉语词汇学》两门课上邀请校外的学者和公益人进行了四次性与性别议题的讲座为由，公开发布了处分文件《关于给予崔乐严重教学事故（Ⅱ级）处分的决定》，“罪名”包括“未经学校批准”、“授课内容与主要教学大纲无关”、“造成不良影响”，并取消其当年评优的资格，扣除一个月岗位津贴。此外，该红头文件将进入教师的人事档案，为其往后在中国体制内高校间流动带来不确定风险。2016年4月，崔乐被处分半年后，学院发布了一份名为《关于规范邀请校外专家举办讲座的通知》的文件，而在崔乐举办讲座时学院并无相关审批规定。学院课程的教学大纲也只有模糊的课程介绍，没有规定具体的教学内容与比重。
在教学方面，副校长再次强调：“教学内容一定要引导积极的人生观，而且要符合中国的主流”；“一些西方思想在中国讲不合适，中国有中国的特色”。副校长们还以香港占中事件、“苏联解体的教训”为例说明政治环境的复杂，要求其警惕非政府组织的“渗透”，提高“政治敏感度”。“非政府组织的渗透是无声无息的”；“观念的东西一旦放开以后守也守不住”；“中大那个秋白一弄你就支持，你知道秋白什么背景？你还年轻，很多东西你看不清楚”。崔乐被要求继续加强自我反省：“学校这个处分你怎么看？你是发自内心认同，还是只是说你认同？从你写的书面材料来看，你的认识还不到位，带有抵触情绪。学校这样做不是对你有限制，是为了你好。这一点希望你有认识的思想高度。”
2020年5月17日国际不再恐同日当天，崔乐发布了文章《出柜之后：被处分的同性恋教师》，详细讲述了其四年前在广东外语外贸大学任教时作为一个公开出柜、曾在课堂讲授性别议题的同性恋教师遭到校方调查、训诫、处分、盯防的经历。文章随后在中国大陆局域网内被全网删除。

## 知名人物

### 任教学者
- 梁宗岱(1903—1983)：中国现代诗人、翻译家、文学评论家。
- 李筱菊（1929—2018）：中国最早研究并引进交际语言教学体系（CLT）的学者，中国外语测试理论研究的最早研究者之一[5]。
- 桂詩春（1930－2017）：著名语言学家和外语教育家。
- 徐真華（1950-）：法语博士生导师，教育部高等学校外语专业教学指导委员会委员、法语专业教学指导委员会副主任委员、中国法国文学研究会副会长[6]。
- 仲偉合（1966-）：著名同声传译员，被誉为“华南同传第一人”[7]。现任黄埔书院院长。
- 歐陽護華：广东外语外贸大学英文学院教授、博导、现任广州市外国语协会会长、美国权威学术期刊‘语言学与教育’（Linguistics& education: an international research journal）副主编[8]。
- 李慰慈
- 吳緒

### 知名校友

#### 政界
- 王超：曾任中华人民共和国外交部副部长，现任中國人民外交學會會长。
- 王华：曾任中华人民共和国驻几内亚比绍共和国特命全权大使。
- 林迪夫：现任广东省政府港澳办巡视员，曾任中华人民共和国驻博茨瓦纳共和国特命全权大使。
- 邱绍芳：中国外交官，曾任驻塞拉利昂共和国特命全权大使，曾任悉尼、洛杉矶总领事（大使衔）。
- 隋翚：现任联合国工业发展组织（简称工发组织）执行干事。

#### 学术界
- 李绍山：曾任中国人民解放军外国语学院院长。
- 周海中：中国数学家、语言学家，周氏猜测和网络语言学的提出者，中山大学教授。
- 翁帆：著名华人物理学家杨振宁之妻，清华大学建筑学院博士研究生。

#### 商界
- 于平：现任中国国际贸易促进会副会长。
- 贺同新：中国通用技术集团前董事长，第十一届全国政协委员。
- 黄华：香港南方国际集团董事长。
- 王雁南：中共前总书记赵紫阳之女，原中国嘉德国际拍卖有限公司董事总裁。
- 肖荣燊：韩后集团现任总裁、董事合伙人。
- 陈安妮：中国知名网络红人、漫画作者，漫画阅读平台快看漫画创始人。
- 温城辉：移动电商平台礼物说创始人兼CEO。

#### 文体界
- 冯珊珊：中国高尔夫球运动员，2016年里约奥运会女子高尔夫球铜牌得主。
- 林希妤：中国高尔夫球运动员，奥运会历史上首位达成一杆进洞的女子选手。
- 劉濤：中国内地影视女演员、歌手。
- 呂潔：中国内地演员、模特、主持人。
- 封小平：香港亚洲电视前行政总裁。
- 蔣怡：香港模特、演员和主持人。
- 王卓淇：香港艺人，2014年度香港小姐亞軍。
- 陳書君：香港有線電視新聞台高級主播。
- 林彥俊：台湾艺人，男团NINE PERCENT成员。
- 薛忆沩（英语：Xue Yiwei）：中国作家。

## 附屬學校
现拥有10余所基础教育学校及幼儿园，由直属机构广外教育集团承担基础教育管理，与政府、企业进行基础教育合作办学。

## 排名聲譽
- 软科中国语言类大学排名2025中，全国排名第6名。
- 在人文社会科学领域，根据浙江工商大学学术评价与科技统计研究院研制的《中国高校人文社科发展报告2025》评价排名，国内排名39。

## 国际交流

### 友好院校
- 美国 南加州大學
- 美国 俄亥俄大學
- 英国 蘭卡斯特大學
- 英国 中央蘭開夏大學
- 英国 利茲大學
- 義大利 羅馬大學
- 俄羅斯 國立莫斯科語言大學
- 昆士蘭大學
- 日本 京都外國語大學
- 日本 神戶女學院大學
- 首爾女子大學
- 釜山外國語大學
- 香港 香港浸會大學
- 香港 香港城市大學
- 新加坡 南洋理工大學
- 泰國 曼谷大學
- 越南 河內外國語大學

### 承办的孔子学院（课堂）
- 埃及 艾因夏姆斯大学孔子课堂
- 日本 札幌大学孔子学院
- 秘魯 圣玛利亚天主教大学孔子学院
- 佛得角大学孔子学院
- 俄羅斯 乌拉尔联邦大学孔子学院
- 葡萄牙 波尔图大学孔子学院

## 外部連結
- 官方网站
- 廣外新聞網
- 夢想飛揚社區 （页面存档备份，存于）